# Legge di Ewald
Le tre leggi di Ewald riguardano le dinamiche delle correnti endolinfatiche, quelle cioè del liquido presente all'interno dei tre canali semicircolari del labirinto vestibolare nell'orecchio interno.
Durante la rotazione o la flesso-estensione del capo, si realizzano movimenti dell'endolinfa che Ewald così riassume:
1. il movimento dei bulbi oculari si realizza nella direzione della corrente endolinfatica più significativa;
2. nel canale semicircolare laterale, la corrente ampullipeta è eccitatoria e determina una risposta più intensa della corrente ampullifuga, che è inibitoria;
3. nei canali semicircolari posteriore e anteriore, la corrente ampullifuga  è eccitatoria e determina una risposta più intensa della corrente ampullipeta, che è inibitoria.